# Abbey Road (carrer)
Abbey Road (lit. ‘carretera abadia’) és un vial urbà entre Camden i Westminster al districte del Gran Londres. Corre aproximadament de nord-oest a sud-est a través del districte de St John's Wood, prop del Lord's Cricket Ground. Forma part de la carretera B-507 i és coneguda per ser la seu dels estudis d'enregistrament Abbey Road Studios i per l'àlbum de The Beatles de 1969, Abbey Road.
L'extrem nord-oest d'Abbey Road comença a Kilburn, en l'encreuament de Quex Road i West End Lane. El carrer deu el seu nom al proper priorat de Kilburn i l'abadia associada. Segueix al sud-est aproximadament un quilòmetre, travessant Belsize Road, Boundary Road i Marlborough Place i acaba en l'encreuament dels carrers Grove End Road i Garden Road.
Els Abbey Road Studios estan situats en l'extrem sud-est, en el número 3 d'Abbey Road a St John's Wood. A més de The Beatles, molts altres artistes famosos han gravat en aquest estudi com Pink Floyd, Jeff Beck, Radiohead i Oasis. The Beatles va decidir anomenar Abbey Road al seu últim LP d'estudi, la fotografia de la portada de l'àlbum mostra als quatre membres del grup creuant el pas de zebra que està enfront de l'entrada de l'estudi. Com a resultat de l'estreta relació amb The Beatles, aquesta part del carrer és destacada en el circuit de turisme de Londres; el desembre de 2010, la English Heritage li va concedir a la travessia l'estatus de monument classificat. A pesar que el carrer encara és transitat per vehicles, el pas de zebra s'ha convertit en una zona popular per a fotografies turístiques. La placa amb el nom del carrer va ser col·locada a la part alta de l'edifici de la cantonada, per evitar a les autoritats les despeses de neteja i substitució de la placa, que amb freqüència era vandalitzada o robada.
Abbey Road també és un barri de la ciutat de Westminster. En el cens de 2011 aquest barri tenia una població d'11.250 habitants.